# Forest City (Missouri)
Forest City és una població dels Estats Units a l'estat de Missouri. Segons el cens del 2000 tenia 338 habitants.

## Demografia
Segons el cens del 2000, Forest City tenia 338 habitants, 139 habitatges, i 91 famílies. La densitat de població era de 133,2 habitants per km².
Dels 139 habitatges en un 29,5% hi vivien nens de menys de 18 anys, en un 54% hi vivien parelles casades, en un 6,5% dones solteres, i en un 34,5% no eren unitats familiars. En el 28,8% dels habitatges hi vivien persones soles el 16,5% de les quals corresponia a persones de 65 anys o més que vivien soles. El nombre mitjà de persones vivint en cada habitatge era de 2,43 i el nombre mitjà de persones que vivien en cada família era de 3,05.
Per edats la població es repartia de la següent manera: un 25,4% tenia menys de 18 anys, un 6,2% entre 18 i 24, un 30,5% entre 25 i 44, un 22,5% de 45 a 60 i un 15,4% 65 anys o més.
L'edat mediana era de 38 anys. Per cada 100 dones de 18 o més anys hi havia 89,5 homes.
La renda mediana per habitatge era de 31.016 $ i la renda mediana per família de 32.500 $. Els homes tenien una renda mediana de 25.893 $ mentre que les dones 16.500 $. La renda per capita de la població era de 18.671 $. Entorn de l'1% de les famílies i el 4,4% de la població estaven per davall del llindar de pobresa.

## Poblacions més properes
El següent diagrama mostra les poblacions més properes.